# Myrmeleon dorsomaculatus
Myrmeleon dorsomaculatus är en insektsart som beskrevs av Frederic Charles Fraser 1952. 
Myrmeleon dorsomaculatus ingår i släktet Myrmeleon och familjen myrlejonsländor. Inga underarter finns listade i Catalogue of Life.